# Daitroninae
Daitroninae es una subfamilia de foraminíferos bentónicos de la familia Crithioninidae, de la superfamilia Saccamminoidea, del suborden Saccamminina y del orden Astrorhizida. Su rango cronoestratigráfico abarca desde el Ashgilliense (Ordovícico superior) hasta la Actualidad.

## Discusión
Clasificaciones previas incluían los géneros de Daitroninae en la subfamilia Crithionininae, así como en la superfamilia Astrorhizoidea, del suborden Textulariina y del orden Textulariida.

## Clasificación
Daitroninae incluye a los siguientes géneros:
- Daitrona
- Nephrosphaera †